# Ronald Severa
Ronald Duane Severa (Munden, 13 agosto 1936) è un pallanuotista statunitense, che ha disputato il torneo di pallanuoto ai Giochi di Melbourne 1956 e di Roma 1960.
Sempre nella pallanuoto, ai II Giochi panamericani, ha vinto 1 argento.